# محجر سوانزكامب للحفريات

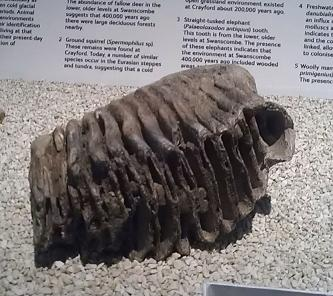
سنة ماموث تم استخراجها من الموقع

محجر سوانزكامب للحفريات، أو منتزه سوانزكامب للتراث هو محمية طبيعية بموجب القانون البريطاني ذات أهمية علمية تقع داخل مدينة سوانزكامب شمال غرب كنت، وتشغل مساحة قدرها 3.9 هكتار (أو 9.6 فدان بريطاني). وهي تشتمل على منطقتين تحت حماية مجلس المحميات الجيولوجية، وأخرى تحت حماية قانون المحميات الطبيعية القومية.[5] ولم يكن ذلك المكان في سابق عهده إلا محجرا قديما من الحصى، وكان يُعرف مسبقا باسم حفرة بارنفيلد.

وقد ذاع صيت هذا المكان مسبقا حينما نُقِّب فيه عن عدة فئوس حجرية تعود للعصر الحجري القديم (معظمها ينتمي إلى الحضارتين الأشولينية والكلاكتونية، يصل عمر بعضها إلى 400,000 سنة)، وذلك قبل أن يُعثر على جزئين من بقايا جمجمة بشرية متحجرة. ونُسبت تلك البقايا لاحقًا إلى ما يعرف بإنسان سوانزكامب. وتبين لاحقًا أنها كانت تنتمي إلى امرأة يافعة. وتبين أيضًا أن تلك الجمجمة تتبع نوع النياندرتال، وهي تعود إلى العصر البليستوسين الأوسط، بعمر يقارب 400,000 سنة. وسوانزكامب هو واحد من بين موقعين عُثر فيهما على حفريات بشرية تعود إلى العصر الحجري القديم السفلي، أما الموقع الآخر فهو محجر بركسجروف، وفيه وجدت عظام سيقان وأسنان تنتمي إلى ما يعرف بـ«إنسان بركسجروف». وقد عثر عالم الآثار الهاوي ألفن مارستن (والذي صادف أن يزور ذلك المحجر خلال عمليات الحفر قاصدًا البحث عن أدوات حجرية) على بقايا تلك الجمجمة على عمق 8 أمتار من السطح في المدرجات الدنيا من المحجر. ولاحقًا في عام 1955، عثر برترام وجون وايمر على قطعة ثالثة تنتمي إلى ذات الجمجة.
وبعد عمليات تنقيب لاحقة استمرت خلال 1968-1972 بقيادة دكتور جون دارسي فختر، نُقِّب فيها عن المزيد من عظام الحيوانات المتحجرة والأدوات الحجرية، تم تحديد امتداد الشاطئ المائي الذي وجدت فيه تلك العظام.
ومعظم تلك الحفريات مكانها الحالي متحف التاريخ الطبيعي بلندن، أما الآثار الحجرية فهي في المتحف البريطاني. أما عن باقي الأماكن الأثرية الرئيسية التي تعود إلى العصر الحجري وتقع داخل المملكة المتحدة فهي: هابسبرج، بيكفيلد، بونتنويد، مغارة كينتس، بافيلاند، كهف جوف.